# Priest (Film)
Priest ist ein US-amerikanischer Fantasy/Horrorfilm des Regisseurs Scott Stewart. Der Film kam am 13. Mai 2011 in den Vereinigten Staaten in die Kinos. Kinostart in Deutschland war der 12. Mai 2011.

## Handlung
Nach Jahrhunderten des Kriegs zwischen Menschen und Vampiren ist die Welt verwüstet und die letzten Vampire sind in Reservaten untergebracht. Die Menschen leben in abgesperrten Megastädten, in denen die Priester als Kriegerkaste, die nun im Frieden überflüssig geworden ist, ein Nischendasein fristen.
Der Priester wird eines Tages von Sheriff Hicks aufgesucht, der ihm von einem Überfall der Vampire berichtet, bei dem der Bruder des Priesters, Owen Pace, und dessen Frau, die ehemalige große Liebe des Priesters, angefallen wurden. Die Tochter, Lucy Pace, sei entführt worden. Priest tritt vor den Klerus und bittet um die Wiedererlangung seiner Autorität, um Lucy zu retten. Er wird abgewiesen, mit der Begründung, dass der Krieg vorbei sei, und er wird darüber aufgeklärt, dass, sollte er sich der Kirche widersetzen und eigenmächtig auf die Suche nach Lucy gehen, er aus dem Orden ausgeschlossen und umgehend exkommuniziert würde. Dem zum Trotz begibt er sich dennoch auf die Suche. Während die Kirche vier weitere Priester auf den abtrünnigen Priester ansetzt, kehren Sheriff Hicks und Priest zurück an den Ort, an dem Lucy verschwand. Sie entdecken Spuren, die zu einem Reservat führen, und folgen ihnen. Dort finden sie jedoch nur Infizierte und schwache Vampire und beschließen nach dem Verhör eines Infizierten einen nahe gelegenen Stock aufzusuchen. Dort treffen sie auf eine Priesterin, die dort auf sie gewartet hat, um sie vor den anderen Priestern und der Kirche zu warnen.
Im Stock entdecken sie einen neuen Bau und erkennen, dass die Vampire eine neue Armee gezüchtet haben und nun zum Angriff bereit sind. Während sie sehen, dass ein Stollen aus dem Stock in Richtung der Stadt Jericho führt, begegnen die drei anderen Priester in Jericho der Vampir-Armee und ihrem Anführer „Schwarzer Hut“, die mit einem Zug ankamen, der Kurs auf die großen Städte und letzten Zufluchten der Menschheit nimmt. „Schwarzer Hut“, ein ehemaliger Priester, der von der Vampirkönigin in eine neue Vampirform verwandelt wurde, tötet alle Priester.
Mit einem Himmelfahrtskommando beschließen Hicks, der Priester und die Priesterin, Lucy zu retten und den Zug zu stoppen. Als Hicks den Priester bedroht, weil dieser Lucy, sollte sie infiziert sein, töten wolle, erfährt er, dass Priest Lucys Vater ist.
Sie erreichen den Zug und es kommt zum Showdown. Priest erkennt, dass sein Feind sein ehemaliger Freund ist, den er im letzten Kampf an die Vampire verloren hatte, weil dieser in den Stock hinabstürzte. „Schwarzer Hut“ wirft ihm vor, er habe ihn losgelassen. Er bietet Priest an, dass sie Seite an Seite als Brüder gegen die Menschheit antreten könnten, da die Vampire die reinere Spezies seien. Priest verneint. In einer Aneinanderkettung von Ereignissen, in denen die Priesterin mit einem sprengstoffbeladenen Motorrad auf den Zug zusteuert und Hicks von Schwarzer Hut aus dem Zug geschleudert wird, schafft es Priest, Lucy zu packen und mit ihr den Zug zu verlassen, noch bevor dieser explodiert. Nach der Explosion, die Hicks, Lucy, Priester und Priesterin überlebt haben, sieht man, wie der Hut von „Schwarzer Hut“ langsam zu Boden gleitet.
Am Ende kehrt Priest zurück in die Stadt und wirft dem Oberhaupt des Klerus Monsignore Orelas den Schädel eines Vampirs zu. Er sagt, dass die Kirche vor den Stadtmauern einen Zug finden werde, in dem sich noch Hunderte von diesen befänden – nur die Königin habe er nicht gefunden. Orelas ist erbost über die Dreistigkeit des Priesters und hält daran fest, dass der Krieg vorbei sei. Doch Priest widerspricht ihm: Der Krieg habe gerade erst angefangen.
In der letzten Szene sieht man Priest und die Priesterin vor den Mauern der Stadt. Die Priesterin erzählt ihm, dass alle anderen Priester informiert seien und sie sich zum letzten Kampf treffen würden. Er rast daraufhin mit seinem Fahrzeug davon.

## Hintergrund
Priest basiert auf der gleichnamigen Manhwa-Serie des südkoreanischen Zeichners Hyung Min-woo, hat aber bis auf den Titel wenig mit dieser gemein.

## Kritik
Der Film erhielt mehrheitlich negative Kritiken. Auf der Filmkritik-Seite Rotten Tomatoes liegt der Anteil der positiven Kritiken bei 16 %.

„So bleibt die spirituell-ideologische Ebene des Films unausgegoren und die Chance auf mehr als nur ein ordentlich gemachtes B-Picture mit unklarer Botschaft ungenutzt.“

„Mit biblisch-religiösen Motiven kennt sich Stewart nach mordlüsternen Engelsscharen bestens aus und stanzt ein optisch ansprechendes B-Picture aus der Effektfabrik, die naturgemäß Action und Look großschreibt, während dramaturgische Tugenden nur Anhang sind.“

„Priest präsentiert einen Katholizismus zum Fürchten, ist aber mit seinem selbstverständlich keuschen Priesterbild auch geradezu unkatholisch freudlos. Das Projekt, mehrfach aufgeschoben, umbesetzt und in der Postproduktion noch auf 3D aufgeblasen, hat sichtlich nur einen Zweck, nämlich das Sequel, die Fortsetzung.“